# Gerd von Rundstedt
Karl Rudolf Gerd von Rundstedt, nemški feldmaršal, * 12. december 1875, Aschersleben, † 1953, Hannover.
von Rundstedt je v vojaško službo nastopil leta 1892 in bil kot štabni oficir udeleženec v Prvi svetovni vojni. V vojski je ostal tudi v povojnem obdobju in služil vse do leta 1938 ko se je kot Generalpolkovnik upokojil. Iz upokojitve je prišel že naslednje leto, ko je vodil južno armadno skupino pri napadu na Poljsko. Leta 1940 je poveljeval Armadni skupini A, ki je izvedla glavni ofenzivni sunek pri napadu na Francijo. Po zmagi v tej bitki je pridobil najvišji možni čin, naziv Maršala. V operaciji Barbarossa, napadu na Sovjetsko zvezo leta 1941, je vodil Armadno skupino Jug, ki je bila zadolžena za južno tretjino bojišča in je v bitki za Kijev izvedla eno največjih vojaških zmag v zgodovini vojskovanja, ko je z obkolitvenim manevrom zajela preko pol milijona nasprotnikovih vojakov. Konec leta 1941 je zaradi razhajanja z Hitlerjevimi nameni ponudil svoj odstop, ki ga je ta sprejel in von Rundstedt je že drugič odšel v pokoj. Sredi leta 1942 ga je Hitler ponovno potegnil nazaj v službo, ko mu je zaupal vrhovno poveljstvo na zahodu. V Parizu je imel štab imenovan OB West in v njem se je Rundstedt lotil proti invazijskih ukrepov, oziroma priprav na zavezniško invazijo na Francijo. Ko je junija leta 1944 do nje prišlo, nemške enote niso bile sposobne doseči zmago in zaradi Anglo-ameriške premoči je Rundstedt Hitlerju predlagal umik. Ker je bilo to v nasprotju z Hitlerjevimi nameni ga je ta odstavil in Rundstedt je šel ponovno, že tretjič, v pokoj. Tokrat se je vrnil iz njega že po treh mesecih in septembra 1944 ponovno prevzel svoje staro poveljstvo. Tako je poveljeval tudi v ardenski bitki, zadnji veliki nemški ofenzivi na zahodu, za katero je Rundstedt že od začetka smatral, da gre za nepotrebno avanturo, ki si je ne morejo privoščiti. Po porazu v njej se je odnos s Hitlerjem ponovno skrhal vendar je ostal na položaju še nekaj časa. Do dokončnega umika je prišlo v začetku marca, ko ga je Hitler preko telefona odstavil in Rundstedt se je po 52 letih službe tokrat zadnjič umaknil v pokoj. Pri nasprotnikih je veljal za sposobnega poveljnika, ki pa zaradi nenehnih težav s Hitlerjem ni mogel delovati po svoji volji, saj mu je ta stalno vpadal s svojimi po navadi nerealnimi načrti. Po vojni je bil sicer aretiran vendar je eden redkih nemških generalov, ki mu niso sodili saj ni nikoli uporabljal brutalnih vzvodov za dosego vojaških ciljev.